# طب سنتی ایرانی

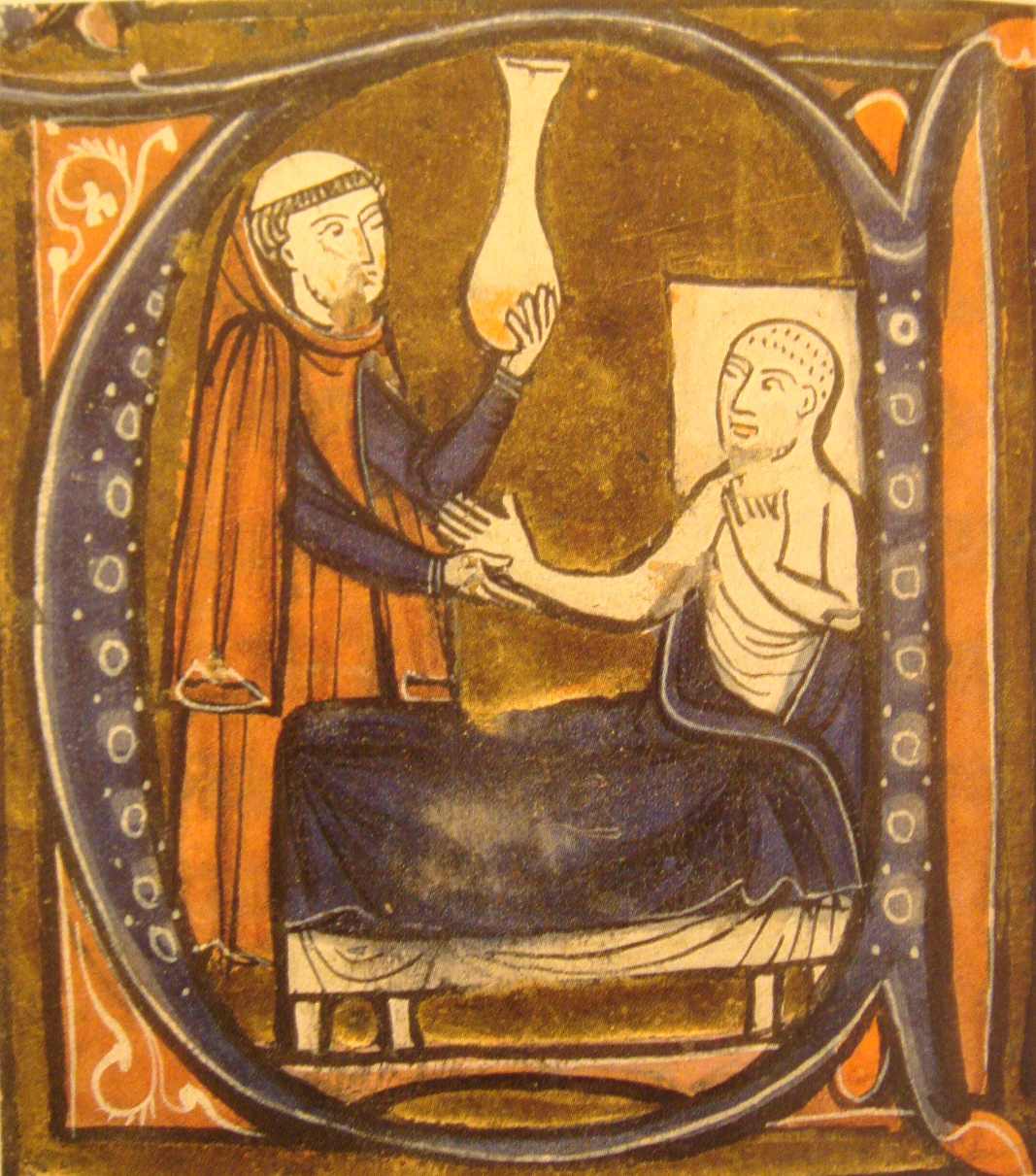
رازی درحال دیدن قاروره (نمونه ادرار بیمار)

طب سنتی ایرانی یا پزشکی سنتی ایران، یکی از قدیمی‌ترین اشکال طب سنتی است که از رویکرد پزشکی مبتنی بر شواهد ناشی می‌شود. آنچه که طب سنتی ایرانی نامیده می‌شود درواقع از طب ساکنان قدیم فلات ایران، طب بین‌النهرین، طب مصری، طب آیورودایی هندی، طب یونانی، طب چینی، طب اسلامی و مجموعه‌ای از باورهای شفاهی دربارهٔ طب تشکیل شده است.

## دانشکده طب سنتی ایرانی
مقدمات راه‌اندازی و تصویب رشته طب سنتی در سال ۱۳۸۵ در وزارت بهداشت فراهم گردید. چهار دانشگاه علوم پزشکی تهران، علوم پزشکی شهید بهشتی، علوم پزشکی ایران و شاهد برای جذب دانشجو اعلام آمادگی کردند. نخستین بار در ایران دانشکده طب سنتی تهران در دانشگاه علوم پزشکی تهران در سال ۱۳۸۶ افتتاح شد.
تاکنون ۱۰ دانشکده طب سنتی ایرانی در کشور فعال شده است.

### دانشکده‌های طب سنتی ایرانی
| ردیف | نام دانشکده                  | دانشگاه مادر                  | شهر    | سال تأسیس | وبگاه      |
| ---- | ---------------------------- | ----------------------------- | ------ | --------- | ---------- |
| ۱    | دانشکده طب سنتی تهران        | دانشگاه علوم پزشکی تهران      | تهران  | ۱۳۸۶      | وبگاه رسمی |
| ۲    | دانشکده طب سنتی شهید بهشتی   | دانشگاه علوم پزشکی شهید بهشتی | تهران  | ۱۳۸۶      | وبگاه رسمی |
| ۳    | دانشکده طب ایرانی شاهد       | دانشگاه شاهد                  | تهران  | ۱۳۸۶      | وبگاه رسمی |
| ۴    | دانشکده طب سنتی ایرانی کرمان | دانشگاه علوم پزشکی کرمان      | کرمان  | ۱۳۹۰      | وبگاه رسمی |
| ۵    | دانشکده طب سنتی اردکان       | دانشگاه علوم پزشکی یزد        | اردکان | ۱۳۹۰      | وبگاه رسمی |
| ۶    | دانشکده طب ایرانی بابل       | دانشگاه علوم پزشکی بابل       | بابل   | ۱۳۹۱      | وبگاه رسمی |
| ۷    | دانشکده طب سنتی تبریز        | دانشگاه علوم پزشکی تبریز      | تبریز  | ۱۳۹۱      | وبگاه رسمی |
| ۸    | دانشکده طب ایرانی            | دانشگاه علوم پزشکی ایران      | تهران  | ۱۳۹۴      | وبگاه رسمی |
| ۹    | دانشکده طب سنتی قم           | دانشگاه علوم پزشکی قم         | قم     | ۱۳۹۶      | وبگاه رسمی |
| ۱۰   | دانشکده طب سنتی و مکمل مشهد  | دانشگاه علوم پزشکی مشهد       | مشهد   | ۱۳۸۹      | وبگاه رسمی |

## سلامتکده طب سنتی
سلامتکده‌های طب ایرانی دانشگاه علوم پزشکی تهران با دیدگاه «حفظ سلامتی مقدم بر درمان» و «تمرکز بر اصلاح سبک زندگی و غذا درمانی» نخستین بار در سال ۱۳۸۶ در دانشکده طب ایرانی ایجاد شدند. در سال ۱۳۹۳ همزمان با تصویب برنامه چهارساله دانشکده طب ایرانی در هیئت رئیسه دانشگاه، مقرر شد سلامتکده جامع طب ایرانی به عنوان مرکز اصلی آموزشی، پژوهشی و درمانی طب ایرانی دانشگاه با رویکرد توسعه کیفی خدمات دانشکده ایجاد شود و سایر درمانگاه‌های تخصصی طب ایرانی تحت سرپرستی سلامتکده جامع طب ایرانی به فعالیت خود ادامه دهند.

## بنیاد اساسی
مزاج، بنیاد اساسی پزشکی سنتی ایران است. پزشکان قدیم با ممارست و تبحری که در شناختن مزاج‌ها داشتند، دخالت وضع مزاجی را، از موی سر تا ناخن پا (مقاله دوم خفی علایی) در هر یک از بیماری‌ها رصد کرده و معیار تشخیص و درمان کلیه بیماری‌ها را، توجه به مزاج اصلی و عارضی بیماران قرار داده بودند. به علتِ همین تمرین مداوم، منشأ اختلالات و عوارض بدن را به سهولت درمی‌یافتند. در کتب طب قدیم، فصول و ابواب مفصل جداگانه‌ای در خصوص این علایم تحت عنوان سوء مزاج سرد و سوء مزاج گرم شرح داده شده است اما کلاسوء مزاج دو گونه است: ۱- ساده (سازج). ۲- مادی. به جرات می‌توان گفت: به همان سهولتی که امروز پزشکی جدید بیماری پرکاری تیروئید را تشخیص می‌دهد، آنان بی‌کفایتی‌های خفیف تیروئید را تشخیص می‌دادند.
علت موفقیت پزشکان قدیم در تشخیص و درمان بیماری‌ها، طبقه‌بندی امراض بر اساس مزاج، گرمی و سردی و به اصطلاح پزشکی جدید (ازدیاد و نقصان میزان سوخت‌وساز پایه) بود 

## داروشناسی
در پزشکی سنتی، از تمامی عناصر موجود در طبیعت اعمّ از: گیاهی، معدنی و حیوانی برای اعاده اعتدال مزاج استفاده می‌شود. رعایت حال کبد بیمار از اصول اساسی تجویز دارو است.
بیماری که با غلبه یک یا چند خلط در بدن به وجود آمده است، با تخلیه و تعدیل آن‌ها رفع خواهد شد. اخلاط موجود در بدن بیمار ممکن است بر اثر تغذیه، هوای محیط و … نضج یافته و آماده دفع باشد یا ممکن است به شکل خام باشد، که برای دفع، باید با داروهای منضج تدارک شود.
داروهای منضج
هر خلطی داروی منضج خودش را دارد. برای خلط دم که مزاج آن گرم و تر است، منضجی لازم نیست و فصد و حجامت در زمان لزوم و بدون نضج، قابل انجام است. معمولاً برای صفرا سه روز، برای بلغم نه روز و برای سودای خالص پانزده روز باید داروی منضج استفاده شود. البته این اعداد بسته به اقلیم، فصول سال و گرمی و سردی هوا، جزوی قابل تغییر است.
داروهای مرکب
داروهای مرکب با نام‌های:
۱- معجون ۲- گوارشی ۳- شراب ۴- رب ۵- قرص ۶- شیاف چشمی ۷- سرمه ۸- ایارج ۹- کفلمه ۱۰- تریاق ۱۱- حبّ ۱۲- مفرح ۱۳- سنون ۱۴- لعوق ۱۵- مربا ۱۶- مرهم ۱۷- غرغره ۱۸- طبیخ ۱۹- ماءالاصول ۲۰- قی‌آور ۲۱- مسکن ۲۲- روغن ۲۳- شیاف مقعدی ۲۴- شیاف مهبلی ۲۵- اطریفل
عرضه می‌شوند.
مزاج داروها
ابن سینا توصیه‌ای اکید در تجویز دارو دارد و می‌فرماید: هرگاه بیماری با تجویز داروی تکی قابل درمان است، هرگز از چند دارو برای درمان استفاده نکن، و هرگاه چند دارو می‌توانند درمان را بر عهده گیرند، هیچوقت دست به داروهای بزرگ (معجون‌ها، ایارج‌ها) نبر.
در داروهای مرکب محاسبه مزاج مرکب از کارهای سخت به‌شمار می‌رود.

#### دارو برای مبارزه با ویروس کووید-۱۹
یک روحانی به نام عباس تبریزیان از شهر قم کاربرد طب سنتی اسلامی ایرانی: پخش اسانس گل بنفشه در مقعد. او تجربه قابل توجه ای در تولید و پخش و درمان‌های گیاهی سنتی شیعیه دارد. درمان ناتوانی مغزی. او مدعی است که طب «مدرن» اشتباه بزرکی می‌باشد و درمان تمام بیماری‌ها را باید از قران کریم استخراج کرد.

## اشتباه مرسوم در ماهیت پزشکی سنتی
طب، شاخه‌ای از علوم سلامت است و هدف آن حفظ صحت و ارتفاع بیماری و بازتوانی آسیب دیدگان می‌باشد. شکسته بندی، جراحی، خونگیری، توصیه‌های بهداشتی (در مسافرت و سکونت)، آرایش و… تماماً در این روش مورد بحث قرار دارند.
روش‌هایی چون گیاه‌درمانی، بخاطر اشتراک در مواد دارویی، بعضاً با روش طب سنتی اشتباه می‌شوند. البته که از انواع گیاهان در درمان طب سنتی استفاده می‌شود اما گیاه درمانی یکی از زیر مجموعه‌های طب سنتی است.

## تشخیص یا بیماری‌یابی
تشخیص بیماری در طب سنتی با در نظر گرفتن مزاج اعضا و مزاج بیمار، فصل، معاینه وضعیت روانی مراجع یا بیمار و … انجام می‌گیرد. در بیماری‌های مزمن، شغل بیمار، بیماری‌های والدین نیز تحت بررسی قرار می‌گیرد. بیماری با نشانی‌هایی که ناشی از نامعتدل بودن است، خود را نشان می‌دهد. جستجوی این علایم بسته به شکایت بیمار از بیماری خود، باید در مسیر بی‌اعتدالی‌های موجود باشد. دقت و تیزبینی پزشک قسمت اصلی تشخیص را عهده‌دار است. شرح مراحل بیماری باعث شناخت مسیر بازیابی صحت است.

### انواع بیماری
بیماری‌ها به دو قسمت دسته‌بندی شده‌اند.
1. بیماری ساده (سوء مزاج روی‌آور به اندام‌هایی که اجزاء مشابه دارند، بیماری‌های روی‌آور به اندام‌های ابزاری، سوءمزاج اندام‌های ابزاری).
2. بیماری مرکب (بیماری‌های مادرزادی، بیماری‌های اندازه، بیماری‌های تعداد، بیماری‌های وضعی).

### نشانه‌شناسی
مثال
1. عفونت عامل به وجود آمدن تب است، نشانه‌های آن: تشنگی و سر درد.
2. پر شدن رگ‌هایی منتهی به چشم باعث بند آمدن عنبیه است، نشانه آن: از دست رفتن بینایی.
3. نزله عامل زخم ریه است، نشانه آن: سرخ شدن گونه‌ها و برکشیده شدن ناخن‌ها است.[۱۲]

در طب سنتی از روی‌آورها تحت عنوان عَرض نام برده و از آن به دلیل و راهنما تعبیر شده است.
تشخیص به وسیله درد
1. درد در طرف راست بدن نشانه‌ای از کبد دارد و درد طرف چپ نشانه ناراحتی طحال است.
2. سنگینی در عضو نشانه بیماری در اندامی است که عصب حسی ندارد یا حس خود را از دست داده است.
3. کشیدگی دلیل زیاد بودن ماده بیماری و سوزناگی دلیل تندی ماده خلط است.
4. رنگ سرخ ورم دلیل ماده صفرا و سختی آن دلیل سودا است.
5. محل درد نیز نشانه‌ای از علت آن دارد، چنان‌که درد انگشت دست: یا از عامل قبلی است یا نشان آسیب دیدن زوج ششم عصب گردن است.[۱۳]

بیماری عامل بیماری
گاهی یک بیماری خود باعث بیماری دیگری می‌شود، در اینجا عَرض خودش یک بیماری جدید است و نشانه‌ها دلالت بر بیماری سابق نخواهد داشت. مانند صرع که از قولنج بروز کرده باشد. در این حالت است که دیگر نشانه‌های صرع دلالت بر قولنج ندارد و خودش بحث دیگری است.
معیارهای مزاج‌شناسی بیماری
1. رنگ چهره، مو و عوارض آن: سفیدی رنگ پوست بدن نشانه سردی مزاج و سرخی و گندم‌گونی آن نشانه گرمی مزاج است. زردی نشانه گرمی، رنگ بادمجانی (تیره بی‌روح وغیر درخشان) نشانه سردی و خشکی، رنگ گچی و سربی نیز نشانه سردی مزاج است.
2. نبض بیمار
3. شکل جمجمه
4. پوست (گرمی، سردی، تری و خشکی) نرمی پوست نشانه رطوبت مزاج و زبری و سختی پوست نشانه خشکی مزاج است. (به شرطی که لمس‌کننده معتدل باشد یا در قیاس با پوست معتدل راجع به مزاج لمس شونده قضاوت کند).
5. تراکم موهای بدن و نوع آنها: زیادی مو، رشد سریع و رنگ سیاه آن دلیل بر گرمی مزاج است. کمی مو و رنگ روشن آن دلیل بر سردی، مجعدبودن نشانه خشکی و موی صاف نشانه رطوبت است.
6. جنسیت و مزاج